# Illinois guvernör
Illinois guvernör (engelska: Governor of Illinois) är det högsta ämbetet med verkställande makt i den amerikanska delstaten Illinois delstatsstyre (engelska: Government of Illinois) enligt delstatens konstitution.
Förutom guvernören är även delstatens viceguvernör, statssekreterare, controller samt skattmästare även folkvalda befattningar.
J.B. Pritzker från Demokratiska partiet är Illinois guvernör sedan 14 januari 2019. 

## Guvernörer

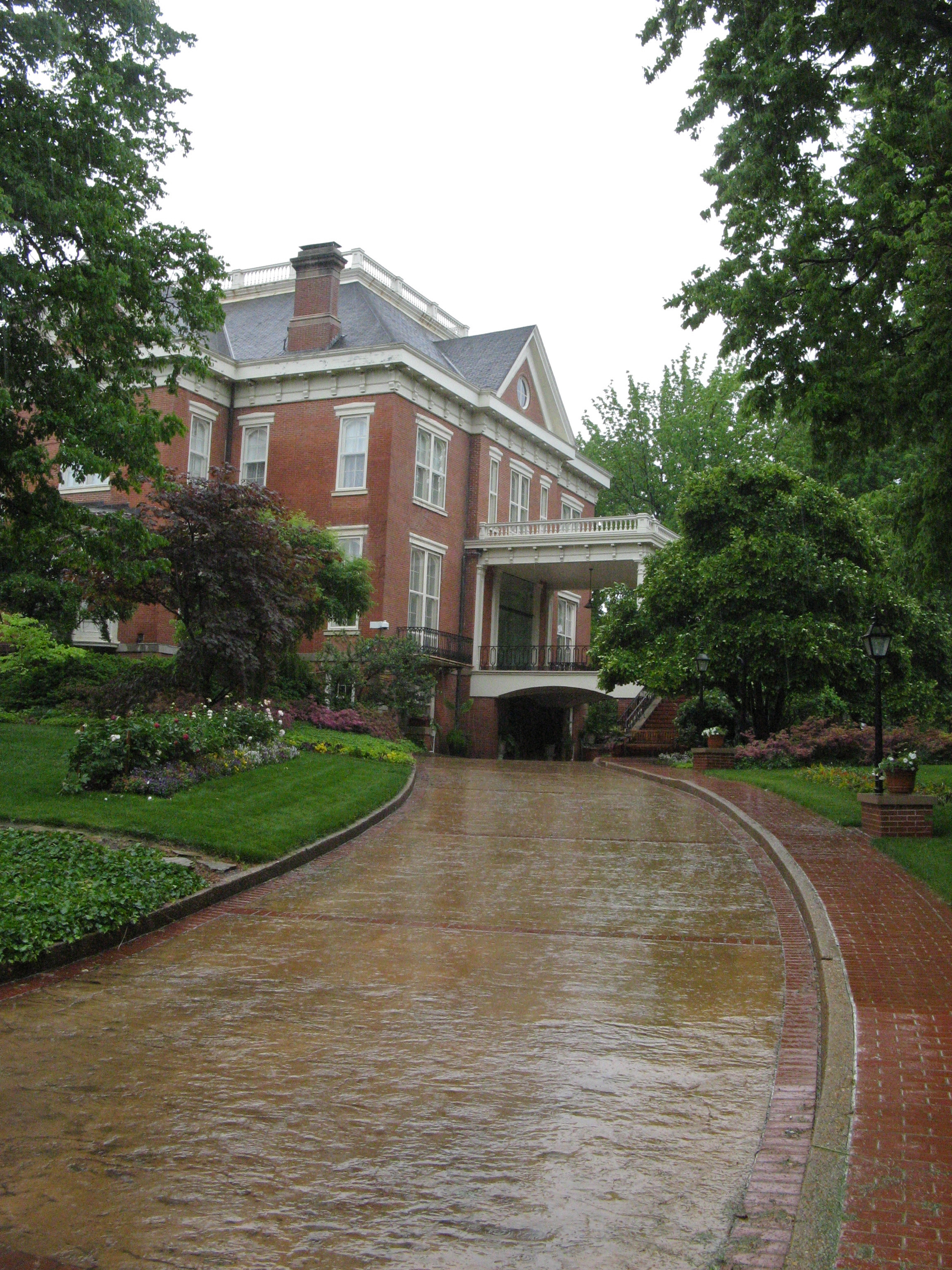
Guvernörsresidenset.

| Namn                     | Parti               | Ämbetsperiod |
| ------------------------ | ------------------- | ------------ |
| Shadrach Bond            | Demokrat-republikan | 1818–1822    |
| Edward Coles             | Demokrat-republikan | 1822–1826    |
| Ninian Edwards           | Demokrat-republikan | 1826–1830    |
| John Reynolds            | Demokrat            | 1830–1834    |
| William Lee D. Ewing     | Demokrat            | 1834–1834    |
| Joseph Duncan            | Demokrat            | 1834–1838    |
| Thomas Carlin            | Demokrat            | 1838–1842    |
| Thomas Ford              | Demokrat            | 1842–1846    |
| Augustus C. French       | Demokrat            | 1846–1853    |
| Joel Aldrich Matteson    | Demokrat            | 1853–1857    |
| William Henry Bissell    | Republikan          | 1857–1860    |
| John Wood                | Republikan          | 1860–1861    |
| Richard Yates            | Republikan          | 1861–1865    |
| Richard James Oglesby    | Republikan          | 1865–1869    |
| John M. Palmer           | Republikan          | 1869–1873    |
| Richard James Oglesby    | Republikan          | 1873–1873    |
| John Lourie Beveridge    | Republikan          | 1873–1877    |
| Shelby Moore Cullom      | Republikan          | 1877–1883    |
| John Marshall Hamilton   | Republikan          | 1883–1885    |
| Richard James Oglesby    | Republikan          | 1885–1889    |
| Joseph W. Fifer          | Republikan          | 1889–1893    |
| John Peter Altgeld       | Demokrat            | 1893–1897    |
| John Riley Tanner        | Republikan          | 1897–1901    |
| Richard Yates            | Republikan          | 1901–1905    |
| Charles S. Deneen        | Republikan          | 1905–1913    |
| Edward Fitzsimmons Dunne | Demokrat            | 1913–1917    |
| Frank Orren Lowden       | Republikan          | 1917–1921    |
| Len Small                | Republikan          | 1921–1929    |
| Louis Lincoln Emmerson   | Republikan          | 1929–1933    |
| Henry Horner             | Demokrat            | 1933–1940    |
| John Henry Stelle        | Demokrat            | 1940–1941    |
| Dwight H. Green          | Republikan          | 1941–1949    |
| Adlai Stevenson          | Demokrat            | 1949–1953    |
| William Stratton         | Republikan          | 1953–1961    |
| Otto Kerner              | Demokrat            | 1961–1968    |
| Samuel H. Shapiro        | Demokrat            | 1968–1969    |
| Richard B. Ogilvie       | Republikan          | 1969–1973    |
| Daniel Walker            | Demokrat            | 1973–1977    |
| James R. Thompson        | Republikan          | 1977–1991    |
| Jim Edgar                | Republikan          | 1991–1999    |
| George Ryan              | Republikan          | 1999–2003    |
| Rod Blagojevich          | Demokrat            | 2003–2009    |
| Pat Quinn                | Demokrat            | 2009–2015    |
| Bruce Rauner             | Republikan          | 2015–2019    |
| J.B. Pritzker            | Demokrat            | 2019–        |